# Йон Кодіца
Йон (Іван) Сергійович Кодіца (рум. Ion Codiţă; 19 квітня 1899, с. Коржова, Бессарабська губернія — 9 травня 1980, Кишинів) — молдавський державний і профспілковий діяч, голова Президії Верховної Ради Молдавської РСР. Депутат Верховної ради Молдавської РСР 3—5-го скликань. Депутат Верховної Ради СРСР 4—6-го скликань. Член Центральної Ревізійної Комісії КПРС у 1961—1966 роках.

## Життєпис
Син молдавського селянина. У 1920 році втік від мобілізації до румунської армії на лівий берег Дністра, де була встановлена радянська влада.
У 1920—1923 роках — у Червоній армії: боєць батальйону сторожі міста Тирасполя, боєць загону розвідувального управління в Придністров'ї. Брав участь у диверсіях проти румунської влади Бесарабії.
У 1926 закінчив Комуністичний університет національних меншин Заходу імені Мархлевського в Москві.
З 1926 року — на профспілковій роботі в Молдавській АРСР, очолював Тираспольську районну профспілку робітників землі і лісу.
Член ВКП(б) з 1927 року.
З 1929 року навчався у Вищій школі профспілкового руху ВЦРПС у Москві.
У 1930—1934 роках — в ЦК Спілки сільськогосподарських робітників.
У 1934—1937 роках — відповідальний секретар ЦК Спілки робітників хутрових і птахорадгоспів.
У 1938—1940 роках — начальник відділу кадрів та зарплати, помічник начальника Головного управління із кадрів «Росголовкондитера». У 1940—1941 роках брав участь у будівництві підприємства харчової промисловості в місті Благовєщенську Амурської області.
У 1941 році — директор кондитерської фабрики міста Саратова.
У 1942—1944 роках — начальник політичного відділу радгоспу «Ударник», директор радгоспу в Саратовській області.
У 1944 направлений на роботу у відділ харчової промисловості ЦК КП(б) Молдавії.
У 1950—1951 роках — міністр місцевої промисловості Молдавської ССР.
З 28 квітня 1951 по 3 квітня 1963 — голова Президії Верховної ради Молдавської ССР.
У 1951—1963 був членом Бюро Центрального Комітету Компартії Молдови.
З 1963 — на пенсії. Очолював громадську Раду ветеранів партії при Кишинівському міському комітету КП Молдавії.
У секторі Кишинева — Ботаніка раніше його ім'ям була названа вулиця, пізніше її перейменували на вулицю Беребіста.

## Нагороди
- орден Леніна
- орден Жовтневої Революції (1979)
- орден Червоного Прапора
- два ордени Трудового Червоного Прапора
- медалі